# Marie-France Veyrat
Marie-France Veyrat   (Lió) és una artista plàstica i visual.

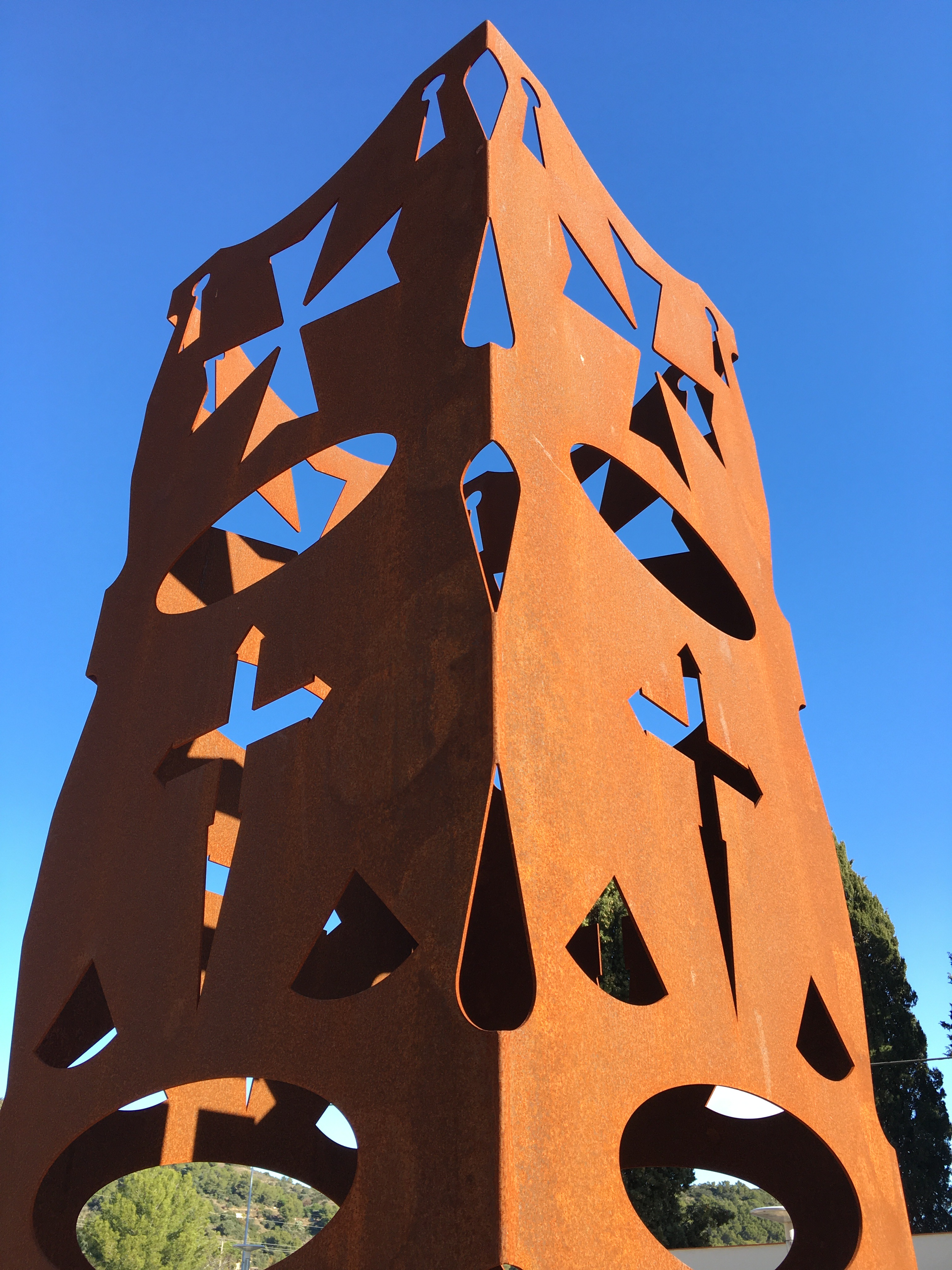

En la seva trajectòria artística ha experimentat amb diversos materials. Va començar amb la creació tèxtil. Una de les primeres mostres individuals que va realitzar va ser a la Galeria Lleonart de Barcelona, el 1988. Va passar pel camp de la pintura i el collage, on va incorporar materials naturals, vegetals i industrials en composicions abstractes amb textures i cromatisme.
Una etapa clau en la seva trajectòria artística va ser l'any 1999 quan va iniciar la seva experimentació en l'art digital i tecnològic amb unes de les obres més representatives "Urbetrònica" que així defineix el filòsof i crític d'art Arnau Puig: "escultura-muntatge realitzat amb les inertes peces constitutives dels instruments electrònics, que són el suport de la realitat visual i dinàmica, tan artificial com creativa, amb el qual se'ns crea l'entorn social i que l'ull sensible golut sense crítica assumeix, objecte que l'acció creadora de l'artista converteix en al·legoria monumental de la industria electrònica i de la virtualitat de la realitat.
El 2003 va dedicar una sèrie a la Guerra d'Iraq amb el títol “Supervivències”, presentada a l'Aula de Cultura Fòrum Berger-Balaguer de Caixa Penedès de Vilafranca del Penedès, on xpressa el dolor, la ràbia i la impotència amb obres com Diguem NO, El pasaje del terror, L'amenaça i Existeix una sortida.
També ha combinat l'escuma amb altres materials com la fibra de vidre i el ferro. El seu treball d'art digital sobre la Prioral de Reus l'ha concretat en el llibre Campanar: T’estimo. Una visió fantàstica del campanar de Reus (2002).
"Les experiències fetes fins ara per Marie-France Veyrat en l'àmbit de l'ordinador li han permès que - com ja varen adornar-se els artistes iniciadors de la ruptura informalista no hi ha suport convencional i camp d'experimentació plàstica limitat sinó que, a l'art, tot hi ès possible mentre l'enginy i les possibilitats tècniques ho permetin. L'única limitació a l'art és la sensibilitat i la capacitat creadora de qui emprèn las tasca creativa".
Ha fet escultura amb poliestirè expandit combinat amb altres materials com marbre, bronze, ciment o escaiola. Un exemple són els seus arbres, l'Arbre de la veritat o l'Arbre de la nostàlgia, instal·lacións sonores creades amb polietilè, discs de vinil, i ferro acerat.
Marie-France Veyrat es destaca per ser una artista multidisciplinària, aquesta vegada s'ha unit a Jaime De Los Ríos per desenvolupar conjuntament “La Forme De l'Eau”, obra en forma vídeo, projecte amb el qual han participat a CADAF, la Fira d'Art Contemporani i Digital a Miami 2019.
Un dels seus projectes escultòrics més recent és "Les quatre creus" col·locada a la plaça Carme Forcadell i Lluìs d'Almoster. Una peça imponent, amb una alçada de 4 metres realitzada amb acer corten seguint el procés d'oxidació natural representa una figura geomètrica que juga amb l'estètica dels signes i dels símbols molt característics de l'artista.
Marie-France va presentar junt amb Jaime de los Ríos el projecte "La Forme de l'Eau. Poétique d'un Instant" ISEA2022 al Recinte Modernista de Sant Pau, Barcelona. "La forme de l’eau fa tangible un record en els seus elements més poètics congelant un instant i fent-ho infinit.
Una instal·lació realitzada amb simulacions científiques i físiques de fluids per plasmar la caiguda de l'aigua i emular la seva forma en impressió 3D" (...)